# Chris Weitz
Christopher John "Chris" Weitz, född 30 november 1969 i New York, är en amerikansk filmregissör, filmproducent, manusförfattare och skådespelare. Weitz har tillsammans med sin äldre bror, Paul Weitz, skapat filmerna American Pie och Om en pojke. Weitz har även regisserat The Twilight Saga: New Moon och Guldkompassen. Han har också skrivit en ungdomsroman, The Young World, som kommer att filmatiseras.

## Bakgrund och familj
Chris Weitz föddes i New York, son till skådespelaren Susan Kohner och modeskaparen John Weitz (född Hans Werner Weitz). Hans bror heter Paul Weitz.
Weitz har studerat vid St Paul's School i London. Han tog sedan examen vid Trinity College i Cambridge. Weitz är gift med Mercedes Martinez och de har en son tillsammans.

## Karriär
Weitz började sin filmkarriär som en av manusförfattarna på den animerade filmen Antz (1998). Därefter har han producerat olika situationskomediserier som Off Centre och Fantasy Island. 1999 regisserade han American Pie med sin bror Paul, filmen blev en stor publiksuccé. 2001 kom hans andra film, Down to Earth, som har Chris Rock i huvudrollen. Året därpå släpptes Om en pojke, som han och Paul regisserade samt skrev. Filmen blev hyllad och fick en Oscarsnominering i kategorin Bästa manus efter förlaga.
2004 blev Weitz anlitad av New Line Cinema som regissör och för att skriva ett filmmanus till boken Guldkompassen. Filmen med samma namn släpptes under december 2007 och fick blandade recensioner. Några år senare, kom filmen The Twilight Saga: New Moon som är baserad på boken När jag hör din röst av Stephenie Meyer. 2011 släpptes dramafilmen A Better Life som Weitz både regisserade och producerade.

## Filmografi (i urval)
| 1998 | Antz                                      |    |    |    | Ja |    |
| 1999 | American Pie                              | Ja | Ja |    | Ja | Ja |
| 2000 | Den galna professorn 2 - Klumps           |    |    |    | Ja |    |
| 2000 | Chuck & Buck                              |    |    |    |    | Ja |
| 2000 | The Broken Hearts Club: A Romantic Comedy |    |    |    |    | Ja |
| 2001 | Down to Earth                             | Ja |    |    |    |    |
| 2001 | American Pie 2                            |    |    | Ja |    |    |
| 2002 | Om en pojke                               | Ja |    |    | Ja |    |
| 2002 | Dylan's Run (dokumentär)                  |    |    | Ja |    |    |
| 2003 | American Pie – The Wedding                |    |    | Ja |    |    |
| 2004 | See This Movie                            |    |    | Ja |    | Ja |
| 2004 | In Good Company                           |    | Ja |    |    |    |
| 2005 | Mr. & Mrs. Smith                          |    |    |    |    | Ja |
| 2006 | Bickford Shmeckler's Cool Ideas           |    | Ja |    |    |    |
| 2006 | American Dreamz                           |    |    | Ja |    |    |
| 2007 | Living with Lew (dokumentär)              |    |    | Ja |    |    |
| 2007 | Guldkompassen                             | Ja |    |    | Ja |    |
| 2008 | Nick och Norahs oändliga låtlista         |    | Ja |    |    |    |
| 2009 | En enda man                               |    | Ja |    |    |    |
| 2011 | A Better Life                             | Ja | Ja |    |    |    |
| 2012 | American Reunion                          |    |    | Ja |    |    |
| 2013 | Spark: A Burning Man Story (dokumentär)   |    |    | Ja |    |    |
| 2015 | Berättelsen om Askungen                   |    |    |    | Ja |    |
| 2015 | Good Kids                                 |    | Ja |    |    |    |